# 路德維希-特拉里奧國際人權獎
路德維希-特拉里奧國際人權獎（英語：Ludovic Trarieux International Human Rights Prize），評審團由歐洲律師協會等司法界代表組成，每年頒發給一位律師，表彰該律師在捍衛人權進程中的成就、活動或承受的苦難。此獎創辦於1984年，以19世紀下半葉著名法國律師路德維希·特拉里奧命名。首位獲獎者是南非前總統納爾遜·曼德拉，第21位（2016年）獲獎者是中國維權女律師王宇，而首位獲獎華人是1998年獲獎的中國維權律師周國強。

## 歷史
此獎紀念路德維希·特拉里奧曾致力於平反重審遭到誤判叛國罪的法國著名猶太裔軍官德雷福斯（Alfred Dreyfus）冤案，特拉里奧於1898年6月4日創立「人權同盟」。該獎項於特拉里奧過世後80年的1984年由法國律師貝特朗·法夫羅於法國波爾多創辦。

## 提名與遴選
根據獎項官網介紹，這獎項是全世界最悠久最著名的律師獎項。自2003年起，這獎項由歐洲司法界律師代表所共同評選，成員包括各國律師機構的人權研究所（例如法國巴黎、比利時布魯塞爾、義大利羅馬、德國柏林、盧森堡、瑞士日內瓦、荷蘭阿姆斯特丹），以及位於巴黎的國際律師聯盟（UIA）、歐洲律師人權研究所（IDHAE）。

## 2016年獲獎人「拒獎」事件
2016年獲獎人王宇，在2015年「709大抓捕」後遭當局羈押並與外界失聯一年，家屬與律師被當局禁止會見王宇，2016年1月被當局指控涉嫌颠覆国家政权罪。在法院開庭審判前夕，香港媒體被安排在2016年7月31日專訪王宇、所有照片和稿件刊出前都經公安審批。根據共產黨媒環球網消息，當局稱「认罪态度良好而被取保候审」，王宇在該訪談稱“我是一个中国人，我爱我的祖国，这是生我养我的地方。我认为他们颁奖的目的，都是想利用我来攻击抹黑中国政府，达到他们不可告人的目的。今后，无论境外什么组织颁给我什么奖，都一样不承认、不认可、不接受，更没有计划委托他人代领奖。”8月5日，王宇公开接受獲當局安排旁听庭审的记者采访，稱「我在人权方面没有做过什么，所以他们这种颁奖还是在利用我，是在利用我抹黑中国政府和中国形象。我坚持的就是，不认可、不承认、不接受。」、「如果在我表明态度的情况下，境外机构和组织仍然强行颁奖，这也是对我的人权的一种践踏和侵犯，我表示强烈抗议。」
《紐約時報》等國際媒體、臺灣及香港媒體，大量报道称被抓捕的律師家屬、多位維權律師質疑王宇是在當局要脅下被迫為之。對此，路德維希-特拉里奧人權獎評委表示，堅持頒獎給王宇；評委並深刻懷疑王宇拒獎的誠意和自由度，並指出，熟悉王宇的人都認為，王宇在央視視頻中的表達方式和她一貫習慣根本不相符。評委稱，該獎項1984年創辦以來，首次出現獲獎人在其所屬政權壓力下拒獎的事件。

## 獲獎者
官方網站公布的歷年獲獎者名單：
| 屆次 | 年份 | 獲獎者                                                            | 國籍                             | 備註 |
| ---- | ---- | ----------------------------------------------------------------- | -------------------------------- | ---- |
| 1    | 1985 | 纳尔逊·曼德拉                                                     | 南非                             |      |
| 2    | 1992 | 奥古斯托·蘇尼加·帕斯（Augusto Zúñiga Paz）                        | 秘魯                             |      |
| 3    | 1994 | 亞德蘭卡·西格利（Jadranka Cigelj）                                |                                  |      |
| 4    | 1996 | 納吉布·胡斯尼（Nejib Hosni） 達立拉·梅齊亞納（Dalila Meziane）    | 突尼西亞 · 阿尔及利亚            |      |
| 5    | 1998 | 周國強，維權律師                                                  | 中华人民共和国                   |      |
| 6    | 2000 | 艾斯伯·雅各瑪德雷利（Esber Yagmurdereli）                         | 土耳其                           |      |
| 7    | 2002 | 梅朗吉絲·卡爾女作家兼人權律師                                     | 伊朗                             |      |
| 8    | 2003 | 蒂格納‧歐查（女），人權領袖與律師 芭芭拉·薩莫拉（Bárbara Zamora） | 墨西哥                           |      |
| 9    | 2004 | 阿克含·奈塞                                                       | 叙利亚                           |      |
| 10   | 2005 | 亨利·布林·德·罗西耶（Henri Burin des Roziers）                    | 巴西                             |      |
| 11   | 2006 | 帕尔维兹·伊莫尔兹                                                 | 印度                             |      |
| 12   | 2007 | 雷內·戈麥斯·曼薩諾，律師、異見人士                                | 古巴                             |      |
| 13   | 2008 | 吴埃敏（U Aye Myint）                                             | 緬甸聯邦                         |      |
| 14   | 2009 | 比阿特麗斯‧梅塔娃（女），人權律師                                 | 辛巴威                           |      |
| 15   | 2010 | 卡琳娜·莫斯卡連科（女），律師                                     | 俄羅斯                           |      |
| 16   | 2011 | 法希·德比爾，人權律師                                             | 大阿拉伯利比亚人民社会主义民众国 |      |
| 17   | 2012 | 穆哈倫·埃爾貝（Muharrem Erbey）                                   | 土耳其                           |      |
| 18   | 2013 | 瓦迪姆·庫拉姆申（Vadim Kuramshin）                                |                                  |      |
| 19   | 2014 | 瑪喜努·艾爾-梅斯里（女），人權律師                                | 埃及                             |      |
| 20   | 2015 | 瓦利德·阿布海爾，人權運動者                                       | 沙烏地阿拉伯                     |      |
| 21   | 2016 | 王宇（女），維權律師                                              | 中华人民共和国                   |      |

## 外部連結
- 歐洲律師人權研究所IDHAE